# 托尔尚
托尔尚（法語：Torchamp，法語發音：[tɔʁʃɑ̃] ⓘ）是法国奥恩省的一个市镇，位于该省西南部，属于阿朗松区。

## 地理
托尔尚（48°32'48"N, 0°41'52"W）面积14.69 平方千米，位于法国诺曼底大区奧恩省，该省份为法国西北部内陆省份，北起顺时针与卡爾瓦多斯省、厄尔省、厄尔-卢瓦省、萨尔特省、马耶讷省和芒什省接壤。
与托尔尚接壤的市镇（或旧市镇、城区）包括：圣马尔代格雷讷、索塞、栋夫龙昂普瓦赖、圣布里斯、圣弗兰博。

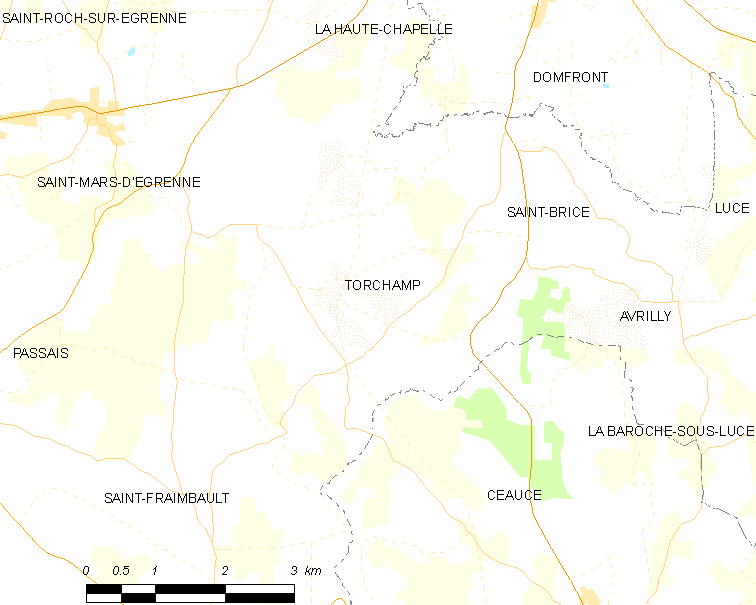
托尔尚的OSM定位图

托尔尚的时区为UTC+01:00、UTC+02:00（夏令时）。

## 行政
托尔尚的邮政编码为61330，INSEE市镇编码为61487。

## 政治
托尔尚所属的省级选区为奥恩诺曼底地区巴尼奥勒县。

## 人口

1962-2008年间托尔尚人口变化图示

托尔尚于2022年1月1日时的人口数量为300人。

## 交通
奥恩省省道D223线、D262线、D882线和D962线经过境内。